# John Madden (Footballspieler)

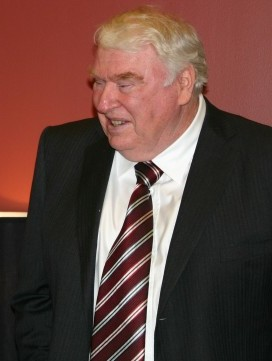
John Madden (2007)

John Earl Madden (* 10. April 1936 in Austin, Minnesota; † 28. Dezember 2021 in Pleasanton, Kalifornien) war ein US-amerikanischer American-Football-Trainer und -Spieler. Er trainierte die Oakland Raiders in der National Football League (NFL) und gilt als einer der besten Trainer der NFL-Geschichte. Nach seiner aktiven Trainerkarriere war er eher bekannt als Football-Kommentator und Namensgeber für die Football-Videospielreihe Madden NFL.

## Karriere als Spieler
Madden spielte zunächst College-Football an der California Polytechnic State University. Er spielte sowohl in der Defense, als auch in der Offense. Im Jahr 1958 wurde er von den Philadelphia Eagles in der 21. Runde an 244. Stelle des NFL Draft ausgewählt. Aufgrund einer im Trainingslager erlittenen Knieverletzung kam er jedoch nie in der NFL zum Einsatz.

## Karriere als Trainer
Madden begann seine Trainerkarriere bei verschiedenen Collegemannschaften. Zuletzt war er als Assistenztrainer für die Defense der Mannschaft der San Diego State University mitverantwortlich. Madden wurde 1967 von den Oakland Raiders als Assistenztrainer (verantwortlich für die Linebacker) angeheuert. Als deren damaliger Trainer John Rauch 1969 das Team verließ und zu den Buffalo Bills ging, wurde John Madden zum Head Coach befördert, eine Position, die er bis 1978 ausübte. Sein größter Erfolg als Trainer war 1977, als er die Oakland Raiders zum Gewinn des Super Bowls führte. Seine Erfolgsbilanz zählt 103 Siege bei 32 Niederlagen und sieben Unentschieden.

## Karriere als Kommentator
Als Kommentator arbeitete Madden von 1980 bis 2009. Mehr als 20 Jahre stand ihm dabei Pat Summerall zur Seite. Das letzte gemeinsam kommentierte Spiel war der Super Bowl XXXVII.
Die Pro Football Hall of Fame, in die Madden 2006 aufgenommen wurde, ehrte ihn 2002 mit dem Pete Rozelle Radio-Television Award.

## Sonstiges
Electronic Arts Sports veröffentlicht jährlich ein Videospiel mit dem Namen Madden NFL.
John Madden trat auch als Trainer in den Kinofilmen Kleine Giganten und als Kommentator in dem Kinofilm Helden aus der zweiten Reihe in einer Nebenrolle auf.